# Шамуй
Шаму́й (фр. Chamouille) — коммуна во Франции, находится в регионе Пикардия. Департамент коммуны — Эна. Входит в состав кантона Лан-2. Округ коммуны — Лан.
Код INSEE коммуны — 02158.

## Население
Население коммуны на 2010 год составляло 260 человек.
| 1962 | 1968 | 1975 | 1982 | 1990 | 1999 | 2010 |
| ---- | ---- | ---- | ---- | ---- | ---- | ---- |
| 144  | 128  | 142  | 153  | 147  | 204  | 260  |

## Экономика
В 2010 году среди 165 человек трудоспособного возраста (15—64 лет) 138 были экономически активными, 27 — неактивными (показатель активности — 83,6 %, в 1999 году было 72,1 %). Из 138 активных жителей работали 125 человек (64 мужчины и 61 женщина), безработных было 13 (6 мужчин и 7 женщин). Среди 27 неактивных 8 человек были учениками или студентами, 11 — пенсионерами, 8 были неактивными по другим причинам.